# Diary of Dreams
Diary of Dreams é um projeto musical alemão de darkwave/electrogoth fundado por Adrian Hates. Seus primeiros álbuns são puramente darkwave, depois o estilo passou a ter elementos electrogoth, com influência de futurepop e techno.

## Discografia

### Álbuns
- Cholymelan (1994) (relançamento em 1999 com quatro faixas bónus)
- End of Flowers (1996)
- Bird Without Wings (1997)
- Psychoma? (1998)
- Moments of Bloom (1999)
- One of 18 Angels (2000)
- Freak Perfume (2002)
- Dream Collector (2003)
- Nigredo (2004)
- Alive (Live Album) (2005)
- Nine In Numbers (2006)
- Nekrolog 43 (2007)
- (If) (2009)
- Ego:X (2011)
- The Anatomy of Silence (2012)
- Elegies In Darkness (2014)
- Grau im Licht (2015)
- reLive (2016)
- Hell in Eden (2017)

### Singles e EPs
- O' Brother Sleep (2001)
- Amok (2002)
- Panik Manifesto, EP (2002)
- Giftraum (2004)
- Menschfeind, EP (2005)
- The Plague (2007)
- King of Nowhere (2009)
- Hiding Rivers (2017)
- Epicon (2017)